# Mama’s Gun
A 2000-es Mama’s Gun Erykah Badu második nagylemeze. Az albumon a jazz és a soul elemei fedezhetőek fel, a szövegeket Badu írta. Ezek foglalkoznak a bizonytalansággal, társadalmi kérdésekkel és személyes kapcsolatokkal.
Az albumon hallható Bag Lady dal kislemezként a Billboard Hot 100 10. helyéig jutott, és két kategóriában is (legjobb női R&B-énekes teljesítmény, legjobb R&B-dal) Grammy-díjra jelölték. A Didn't Cha Know?-t is jelölték a legjobb R&B-dal kategóriában. A kritikusok dicsérték a lemezt, amely már két hónappal a megjelenése után platinalemez lett. Az album szerepel az 1001 lemez, amit hallanod kell, mielőtt meghalsz című könyvben.

## Az album dalai
|     | Cím                       | Szerző(k)                                                                                         | Hossz |
| --- | ------------------------- | ------------------------------------------------------------------------------------------------- | ----- |
| 1.  | Penitentiary Philosophy   | Erykah Badu, James Poyser, A. K. "Questlove" Thompson                                             | 6:09  |
| 2.  | Didn't Cha Know?          | Badu, James Yancey                                                                                | 3:58  |
| 3.  | My Life                   | Badu, Poyser                                                                                      | 3:59  |
| 4.  | ...& On                   | Badu, Jahmal Cantero, Shaun Martin                                                                | 3:34  |
| 5.  | Cleva                     | Badu, Poyser, Yancey                                                                              | 3:45  |
| 6.  | Hey Sugah                 | Badu, N'dambi                                                                                     | 0:54  |
| 7.  | Booty                     | Badu                                                                                              | 4:04  |
| 8.  | Kiss Me on My Neck (Hesi) | Badu, Jack DeJohnette, Poyser, Yancey                                                             | 5:34  |
| 9.  | A.D. 2000                 | Badu, B. J. Wright                                                                                | 4:51  |
| 10. | Orange Moon               | Badu, Bray Lon Lacy, Martin, Eugene "Snooky" Young                                                | 7:10  |
| 11. | In Love with You          | Badu, Stephen Marley                                                                              | 5:21  |
| 12. | Bag Lady                  | Badu, Brian Bailey, Ricardo Brown, Nathan Hale, Isaac Hayes, Craig Longmiles, Martin, Andre Young | 5:48  |
| 13. | Time's a Wastin           | Badu, Young, Martin                                                                               | 6:42  |
| 14. | Green Eyes                | Badu, Vikter Duplaix, Poyser                                                                      | 10:04 |

## Közreműködők
| - Jon Adler – hangmérnökasszisztens - Erykah Badu – ének, háttérvokál, producer, művészeti vezető - Chris Bell – hangmérnök - Leslie Brathwaite – keverés - Earle Brown – hangmérnök - Tom Coyne – mastering - Russell Elevado – keverés - Chris Gehringer – mastering - Leonard "Doc" Gibbs – ütőhangszerek - Larry Gold – cselló, vonósok hangszerelése - Mark Goodchild – rögzítés - Roy Hargrove – trombita, fúvósok hangszerelése - Pino Palladino – basszusgitár - Emma Kummrow – hegedű - Bray Lon Lacy – overdub - Steve Mandel – keverés - Shaun Martin – billentyűk - Roy Ayers – vibrafon - Robert Maxwell – borító | - Shinobu Mitsuoka – keverés - Vernon Mungo – produkciós facilitátor - Peter Nocella – brácsa - Charles Parker – hegedű - James Poyser – producer - Tom Soares – keverés - Erik Steinert – szekventálás - Gregory Teperman – hegedű - Ahmir "Questlove" Thompson – dob - Don Thompson – fényképek - Kierstan Tucker – A&R - Mike Turner – hangmérnökasszisztens - Michael Whitfield – művészeti vezető, design - James Dewitt Yancey – producer - Bilal Oliver - háttérvokál - Geno "Junebugg" Young – háttérvokál - Yah Zarah – háttérvokál - Krystof Zizka – hangmérnökasszisztens |

## Fordítás
Ez a szócikk részben vagy egészben a Mama's Gun című angol Wikipédia-szócikk ezen változatának fordításán alapul.  Az eredeti cikk szerkesztőit annak laptörténete sorolja fel. Ez a jelzés csupán a megfogalmazás eredetét és a szerzői jogokat jelzi, nem szolgál a cikkben szereplő információk forrásmegjelöléseként.